# Lay All Your Love on Me
A Lay All Your Love On Me című dal a svéd ABBA 1981 májusában megjelent dala, a 7. stúdióalbum Super Trouper utolsó kimásolt kislemeze. A dal 12 inches lemezen jelent meg, nem pedig 7 inches kislemezen. A megjelenés idejében az Egyesült Királyságban ez volt a legjobban fogyó dal 12-es maxi lemezen, mely 7. helyezett volt az országban. A dal az ABBA Gold: Greatest Hits válogatás albumon is szerepel.
A Slant Magazin a 60. helyre sorolta a dalt a minden idők legnagyobb dance slágereit tartalmazó listáján.

## Története
A dalt Benny Andersson és Björn Ulvaeus írta és Agnetha Fältskog énekli. A dal felvételei 1980. szeptember 9-én kezdődtek a stockholmi Polar stúdióban, a keverést október 10-én fejezték be.
A dalban több esetben is csökkenő magasságú énekhang fedezhető fel, közvetlenül a refrén előtt. Ezt úgy értek el, hogy az ének hangmagasságát egy harmonizerrel csökkentették, és a kimenetet visszaküldték a harmonizer bemenetére, ezzel folyamatosan csökkentve az ének hangmagasságát. Andersson és Ulvaeus úgy érezte, hogy a dal refrénje úgy hangzik, mint egy himnusz, így a refrénben az ének egy részét vokóder segítségével alakították át, hogy úgy hangozzon, mint egy – kissé elcsúszott hangmagasságú – egyházi ének. A dalt eredetileg nem akarták kislemezen kiadni, de 12-es lemezen megjelentették az Egyesült Királyságban és néhány más országban is. A dal a Mamma Mia! című filmben is szerepel.

## Videóklip
A dalhoz nem forgattak önálló videóklipet, ezért az Epic kiadó sietősen a meglévő ABBA dalok videóiból vágott össze egy összeállítást. Így a Take a Chance On Me, Summer Night City, Voulez Vous,  The Name Of The Game, I Have a Dream, The Winner Takes It All című klipek képkockáiból áll a videóklip. A klip az ABBA Gold VHS összeállításán is szerepel.

## Fogadtatás
A dalt azután jelentették meg 12-es vinyl lemezen, hogy Raul A. Rodriguez, más néven COD remix változatai taroltak a klubokban, így az Egyesült Államok Hot Dance Club Play listájára is feljutott a Super Trouper és On and On and On című dalokkal együtt. A dalt ekkor jelentették meg az Egyesült Királyságban és más területeken is 12-es formátumban. A dal a 7. helyezett volt a kislemezlistán.

## Megjelenések
12"  Németország Polydor – 2141 397
- A	Lay All Your Love On Me	4:33
- B	On And On And On	3:41

## Feldolgozások
- Az ABBA riválisa a Brotherhood of Man saját változatát készítette el 0 Disco Greats című albumára.
- 1886-ban egy hi-NRG feldolgozás készült a Poison csapattól, mely az Egyesült Királyság kislemezlistáján a 9. helyen szerepelt.
- 1989-ben az amerikai techo-popp band Information Society készítette el saját változatát, mely debütáló albumukon is szerepel. A dal a Billboard Hot 100-as amerikai lista 83. helyéig jutott, és szerepel az ABBA: Tribute – The 25th Anniversary Celebration című válogatás albumon is.
- 1992-ben az Erasure ABBA-Esque című EP-jén szerepel a dal, mely top helyezés volt abban az évben.
- A pakisztáni énekes, zenész Sajjad Ali 1993-as Bolo Bolo című dalában használta fel az eredeti szövegeket, mely Babia '93-as albumán található.
- 1997-ben a San Francisco Gay Men's Chorus vette fel saját változatát ExtrABBAganza! című albumára.
- A német eurodance csapat E-Rotic 1997-es Thank you for the Music című albumán hallható a dal.
- 1999-ben a Helloween metálzenekar vette fel saját változatát Metal Jukebox című albumukra, mely kislemezen csak Japánban jelent meg.
- 1999-ben a svéd A-Teens saját változatát jelentette meg, és adta elő koncertjeiken.
- A holland Vengaboys használt fel egy részt a dalból Boom, Boom, Boom című dalában.
- A brit Steps csapat 1999-ben vette fel saját változatát ABBAmania című albumukra.
- A dal akusztikus változatát a svéd énekes Michael Michailoff jelentette meg kislemezen.[7]
- A dal saját változatát vette fel az amerikai drag királynő Yolanda, mely Abbalicious című albumán hallható.
- A dal dance változatát készítette el az Abbacadabra csapat, mely az Almighty Records kiadásában jelentette meg a dalt.
- 2005-ben a Honest Touch popzenekar vette fel saját változatát Memories From a Dream című albumára.
- 2006 júniusában Sylver készítette el saját dance változatát Crossroads című albumára. Ez volt az első kimásolt kislemezük erről az albumról.
- 2007-ben a német szimfonikus metálegyüttes Avantasia Lost in Space Part I. című EP-jén szerepel a dal.[8]
- 2008-ban a Susanna and the Magical Orchestra zenekar vette fel a dal saját változatát, mely Flower of Evil című albumukon szerepel.
- A skót előadó Connie Palermo saját akusztikus változatát vette fel a dalnak. A zenei alapok saját Myspace oldalán találhatóak.[9]
- A libanoni indie csapat Scrambled Eggs saját rock feldolgozását készítette el. A dal zenei alapjai saját Myspace oldalukon találhatóak.[10]
- Az ír Ash csapat 2012-es Little Infinity című EP-jén szerepel a dal feldolgozása.

### Élő előadások
- A dal a Mamma Mia! című filmben is szerepel, mely Sky és Sophie előadásában hangzik el. Sky és Sophie emlékeztet arra, hogyan érezték magukat, amikor találkoztak egymással, és kifejezik, hogy mennyire szeretik egymást. A dal Amanda Seyfried és Dominic Cooper filmes adaptációjában is szerepel.
- A Miranda! argentin elektropop csapat élőben adta elő a dalt saját feldolgozásukban.
- A kanadai Woodpigeon zenekar a brit Pulp magazin élő előadásán adta elő a dalt.
- A skót Out Lines élőben adta elő saját feldolgozásukat a BBC Scotland's Quay rendezvényen.[11]

## Zenei alapok
- 2010-ben a Pretty Reckless amerikai alternatív rock csapat bemutatkozó, Make Me Wanna Die című dalában az eredeti intró átdolgozott részletét használták fel.

## Fordítás
Ez a szócikk részben vagy egészben  a   Lay All Your Love on Me című angol Wikipédia-szócikk ezen változatának fordításán alapul.  Az eredeti cikk szerkesztőit annak laptörténete sorolja fel. Ez a jelzés csupán a megfogalmazás eredetét és a szerzői jogokat jelzi, nem szolgál a cikkben szereplő információk forrásmegjelöléseként.